# Resolució 1718 del Consell de Seguretat de les Nacions Unides
La Resolució 1718 del Consell de Seguretat de les Nacions Unides fou adoptada per unanimitat el 14 d'octubre de 2006. La resolució, aprovada en virtut del Capítol VII, article 41, de la Carta de les Nacions Unides, imposa una sèrie de sancions econòmiques i comercials a la República Popular Democràtica de Corea (Corea del Nord) arran de l'assaig nuclear realitzat per aquesta nació, el 9 d'octubre de 2006.

## Provisions
Les disposicions de resolució van incloure:
- Obligar a Corea del Nord a «no realitzar cap assaig nuclear o llançament d'un míssil balístic», «suspendre totes les activitats relacionades amb el seu programa de míssils balístics» i «abandonar totes les armes nuclears i els programes nuclears existents de manera completa, verificable i irreversible».
- La RPDC també ha de «tornar immediatament a les converses a sis bandes sense condicions prèvies».
- Els enviaments de càrrega que van des d'i cap a Corea del Nord poden ser detinguts i inspeccionats a la recerca d'armes de destrucció massiva o elements associats (no obstant això, no existeix una obligació dels Estats membres per dur a terme aquestes inspeccions).
- La prohibició es col·loca sobre les importacions i exportacions de «carros de combat, vehicles blindats de combat, sistemes d'artilleria de gran calibre, avions de combat, helicòpters d'atac, vaixells de guerra, míssils o sistemes de míssils», «material connex incloses peces de recanvi» i qualsevol altre article identificat per la comitè de sancions.
- Els estats membres de l'ONU han de congelar els actius a l'estranger de persones i empreses que participen en els programes d'armes de la RPDC. Una prohibició de viatges internacionals també ha de col·locar-se en els empleats del programa i les seves famílies.
- Els membres de l'ONU tenen prohibit l'exportació d'articles de luxe a Corea del Nord

## Execució
Si bé la resolució invoca el Capítol VII de la Carta de les Nacions Unides, que permet l'ús de la força, no es va preveure cap ús de la força militar per fer complir i garantir les demandes. El Consell de Seguretat de l'ONU havia determinat formar un front unit abans de presentar la resolució, a fi de deixar clar a Pyongyang la seva condemna de les aspiracions nuclears de la nació i deixant-lo solitari. D'igual forma, tant Xina com Rússia van manifestar preocupacions per la forma de les inspeccions de càrrega, que podrien provocar enfrontaments entre Corea del Nord i Xina. Tots dos països van declarar després de l'aprovació de la resolució que no anaven a realitzar aquestes inspeccions. Els Estats Units, per la seva banda, es van comprometre amb el seu desig inicial de bloquejar totes les importacions d'equips militars. La votació final sobre la sanció es va retardar pels intents de canviar el text.
El 16 de novembre de 2006, el Govern de França va aprovar la disposició que permet als bucs de la RPDC ser buscats en aigües internacionals.

## Reacció de Corea del Nord
L'enviat de Corea del Nord davant l'ONU Pak Gil-yon va sortir del recinte del Consell després d'haver dit que Pyongyang «rebutjavs totalment» la resolució «injustificable». També va dir que si els Estats Units «augmentaven la pressió sobre la República Popular Democràtica de Corea, la RPDC continuarà prenent contramesures físiques considerant-ho com una declaració de guerra».
L'ambaixador dels Estats Units davant l'ONU, John Bolton, va dir que era la segona vegada en tres mesos que el representant de Corea del Nord havia rebutjat una resolució unànime del Consell de Seguretat i es va retirar del recinte. La vegada anterior va ser després de la votació de la Resolució 1695 del Consell de Seguretat de les Nacions Unides. Ell va continuar dient: «és l'equivalent contemporani de Nikita Khrushchev copejant la seva sabata en l'Assemblea General».
El 17 d'octubre de 2006, Corea del Nord va dir que l'ONU havia declarat efectivament la guerra als Estats Units quan va imposar sancions per la prova nuclear del país. El Ministeri de Relacions Exteriors de la RPDC va dir que Corea del Nord volia la pau, però no tenia por de la guerra. En un comunicat difós per la Agència Central de Notícies de Corea, un funcionari va dir que Corea del Nord actuaria «sense pietat» si la seva sobirania era violada.